# Mosquito Man
Mansquito ist ein US-amerikanischer Horror-Science-Fiction-Film aus dem Jahr 2005.

## Handlung
In einer nordamerikanischen Stadt breitet sich ein tödliches Virus aus. Die Wissenschaftlerin Dr. Jennifer Allen forscht nach einem Gegenmittel mit Hilfe von genmanipulierten Moskitos. Für einen Versuch benötigt sie eine menschliche Testperson. Dem inhaftierten Serienmörder Ray Erikson wird, wenn er sich zur Verfügung stellt, Haftmilderung versprochen. Jedoch entkommt er noch vor dem eigentlichen Experiment. Bei der Flucht verursacht er eine Explosion, durch die er massiv mit der Substanz in Berührung kommt, mit der die Moskitos manipuliert wurden. Aber auch die Forscherin bekommt eine kleine Menge davon ab. Mehr und mehr mutiert er zu einem moskitoähnlichen Wesen, welches sich auf die Suche nach Opfern zum Stillen seiner Blutdurst macht. Und auch in der Forscherin gehen langsam Veränderungen vor. Trotzdem versucht sie, den Mutanten zu stoppen.

## Kritik
„Unbedarfter Horrorfilm in längst vergessen geglaubter C-Picture-Manier und mit etlichen Anleihen beim Genreklassiker ‚Die Fliege‘. Neben soliden Effekten bietet er auch die Zumutung einer manngroßen Mücke auf zwei Beinen.“

„‚Mosquito Man‘ bietet solide Horror-Unterhaltung ohne Hintergrund. Durch die relativ billige Machart ist er wohl nur echten Horrorfans zu empfehlen.“

„Hanebüchener Gummikostümschocker à la David Cronenbergs ‘Die Fliege’ .Ohne dessen Klasse, aber immerhin mit trashigem Charme.“